# Eastern Promises – Gyilkos ígéretek
Az Eastern Promises – Gyilkos ígéretek (eredeti cím: Eastern Promises) 2007-ben bemutatott kanadai–brit–amerikai filmdráma David Cronenberg rendezésében, Viggo Mortensen, Naomi Watts, Vincent Cassel és Armin Mueller-Stahl főszereplésével.
Premierje a 2007-es Torontói Nemzetközi Filmfesztiválon volt, ahol elnyerte a közönségdíjat. Az észak-amerikai mozikba szeptember 21-én került országos szinten, Magyarországon 2008. március 13-án mutatták be.
Viggo Mortensent Oscar-, Golden Globe- és BAFTA-díjra jelölték alakításáért, a film továbbá a legjobb dráma kategóriában is szerepelt a hét kiválasztott között a Golden Globe-on. Kanada legrangosabb díjátadóján, a Genie Awardson öt kitüntetést szerzett az Eastern Promises.

## Szereplők
| Karakter       | Színész               | Magyar hang        |
| -------------- | --------------------- | ------------------ |
| Nyikolaj       | Viggo Mortensen       | Epres Attila       |
| Anna           | Naomi Watts           | Kisfalvi Krisztina |
| Kiril          | Vincent Cassel        | Viczián Ottó       |
| Szemjon        | Armin Müller-Stahl    | Gruber Hugó        |
| Helen          | Sinéad Cusack         | Andresz Kati       |
| Sztyepán       | Jerzy Skolimowski     | Szersén Gyula      |
| Azim           | Mina E. Mina          | Kajtár Róbert      |
| Jurij          | Donald Sumpter        | Izsóf Vilmos       |
| Tatjana        | Sarah-Jeanne Labrosse | Czető Zsanett      |
| Ekrem          | Josef Altin           | Hamvas Dániel      |
| Szojka         | Aleksandar Mikic      | Tokaji Csaba       |
| Vásárló        | Lalita Ahmed          |                    |
| Patikus        | Badi Uzzaman          | Konrád Antal       |
| Nővér          | Doña Croll            | Illyés Mari        |
| Dr. Aziz       | Raza Jaffrey          | Kapácsy Miklós     |
| Maria          | Shannon-Fleur Roux    | Pekár Adrienn      |
| Hegedűs lány   | Lillibet Langley      |                    |
| Azim felesége  | Mia Soteriou          |                    |
| Főpincér       | Radoslaw Kaim         |                    |
| Főtiszt        | Rhodri Wyn Miles      | Mesterházy Gyula   |
| Kiriljenko     | Tereza Srbova         |                    |
| Prostituált    | Elisa Lasowski        |                    |
| Prostituált    | Cristina Catalina     |                    |
| Prostituált    | Alice Henley          |                    |
| Strici         | Faton Gerbeshi        |                    |
| Csecsen        | David Papava          |                    |
| Csecsen        | Tamer Hassan          |                    |
| Pincértanonc   | Gergo Danka           |                    |
| Valerij        | Michael Sarne         |                    |
| Orosz főnök    | Boris Isarov          |                    |
| Orosz főnök    | Yuri Klimov           |                    |
| A cigány       | Andrzej Borkowski     |                    |
| Tetoválóművész | Olegar Fedoro         |                    |

## Cselekmény
Anna Khitrova szülésznő a londoni kórházban, ahol egy tizennégy éves lány, Tatjana belehal gyermeke világrahozatalába; Anna magához veszi a lány orosz nyelven írt naplóját, amiben ráakad a Trans-Siberian étterem kártyájára. A vendéglő tulajdonosa, Szemjon a helyi orosz maffia, azaz vory v zakone főnöke. Anna szeretné megkeresni a lány családját, ahol otthonra lelhet az újszülött. Édesanyja, Helen nem tartja vissza tervétől, ám kijevi születésű nagybátyja, Sztyepán, aki segít a napló lefordításában, óvatosságra inti. Anna megtudja tőle, hogy Szemjon és fia, Kirill kíméletlenül bántak Tatjánával, prostitúcióra kényszerítették, s Szemjon meg is erőszakolta a lányt, vagyis ő a csecsemő apja.
Kirill sofőrje Nyikolaj Luzsin, aki a családot nemcsak fuvarozással szolgálja, de alkalmanként a Temze vízszintjének emelkedéséhez is hozzájárul néhány hullával. Nyikolaj csillaga töretlenül emelkedik felfelé a voryban, részben annak köszönhetően, hogy védelmezi Kirillt, aki apja felhatalmazása nélkül intéztetett el egy rivális csecsen vor-vezért, aki rossz hírét keltette. Szemjon aggódik amiatt, hogy a meggyilkolt férfi fivérei bosszút állnak majd fián, így tervet sző kijátszásukra. Nyikolajt teljes tagú vornak ajánlja, hogy megkaphassa ugyanazon tetoválásokat, amik Kirill testét is díszítik, majd megszervezi, hogy a csecsenek őt támadják meg Kirill helyett, mit sem sejtve valódi kilétéről. Nyikolajnak azonban sikerül megölnie az életére törő két férfit, ám súlyos sérüléseket szenved, így kórházba kerül.
Nyikolaj a Szövetségi Biztonsági Szolgálat (FSZB) ügynökeként és egyben a Scotland Yard informátoraként épült be Szemjon családjába. Mielőtt Szemjon megsemmisítette volna, Nyikolaj elolvasta Tatjana naplóját, így azt javasolja összekötőjének, hogy kiskorúval folytatott erőszakos nemi közösülés vádjával tartóztassák le Szemjont, így Kirill, aki fölött Nyikolaj komoly befolyással rendelkezik, átveheti az üzletet. A kisbaba Annánál marad, Nyikolaj, s rajta keresztül az FSZB pedig megszerzi a teljes felügyeletet a londoni orosz maffia fölött.
|  | Itt a vége a cselekmény részletezésének! |

## Háttér
A forgatás 2006 november 19-én kezdődött és 2007. február 16-án fejeződött be. Több jelenetet vettek fel a farringdoni St John's Streeten, Londonban, illetve a Broadway Marketen, Hackneyben. A Trans-Siberian Étteremnek egy a St John's Street déli végén elhelyezkedő épület adott helyet. A Broadway Marketen található fodrászszalonból, a Broadway Gents Hairstylistból lett a filmbéli Azim's Hair Salon, ahol a film első jelenete játszódik. A gőzfürdős jelenet felvétele két napig tartott. A koreográfiát a színészekkel (nem dublőrökkel) tervezték meg, s mindegyiküknek meg kellett tanulnia a szerepére szabott harcformát.
Viggo Mortensen felkészülésképpen szerepére tanulmányozta az orosz gengsztereket és tetoválásaikat, továbbá megnézte a témával kapcsolatos The Mark of Chain címet viselő dokumentumfilmet. Egymagában, tolmács nélkül utazott el Moszkvába, Szentpétervárra és Szibéria uráli régiójába. Könyveket olvasott az orosz börtönkultúráról és a tetoválások jelentőségéről. Tökéletesítette szerepe szibériai akcentusát, mondatokat tanult meg oroszul és ukránul. A forgatás alatt gyöngyfüzért tartott magánál, amit börtönben készítettek megolvasztott műanyag öngyújtókból, lakókocsiját pedig orosz ikonok másolatával dekorálta ki. Az általa viselt tetoválások annyira valósághűek voltak, hogy a New York Daily News értesülései szerint, amikor a színész belépett egy londoni orosz étterembe, a mellette ülő orosz pár nagyon hallgatag lett, mikor észrevették a kezén lévő ábrákat. Ám mivel Mortensen nagyon keveset tud oroszul, a légkör hamar visszaváltott a megszokottra. Ezt követően a színész minden alkalommal lemosta magáról a testdíszítést, ha a forgatás véget ért.
Naomi Watts  a Whittington Hospital látogatásával készült szerepére. A színésznő két héttel a forgatás megkezdése után tudta meg, hogy várandós. Megpróbálta eltitkolni a stáb előtt, ám Denise Cronenberg jelmeztervező rájött állapotára.
A „fegyveres erőszak” és a „késes erőszak” közötti eltéréssel kapcsolatos kérdésre egy interjúban Cronenberg így válaszolt: „Nincsenek fegyverek ebben a filmben. Nem voltak fegyverek a forgatókönyvben. A gőzfürdőben használt görbe kések használata az én ötletem volt. Ezek nem valamiféle egzotikus török kések, hanem linóleumvágók. Úgy éreztem, ezek a fickók sétálhatnának az utcán is ezekkel a késekkel, s ha megállítanák őket, mondhatnák, hogy 'linóleumvágók vagyunk'.”

## Fogadtatás
A filmet a kritikusok kedvezően fogadták. A Rotten Tomatoes kritika-összesítő oldalon több mint 175 vélemény 89%-a pozitív kicsengésű.
Roger Ebert, a Chicago Sun-Times újságírója szerint az „Eastern Promises egy nem mindennapi bűnügyi thriller, ahogyan Cronenberg sem mindennapi rendező. Cronenberg filmről filmre emelkedett a rendezők krémjébe, s most bölcs módon újra együtt dolgozik Mortensennel”, aki „olyan mélyen azonosul szerepével, hogy talán nem is ismered fel elsőre.” Ebert maximális pontszámmal jutalmazta a filmet, s egyik verekedős jelenetéről azt mondta, „hasonlóan állítja fel a mércét, mint annak idején a Francia kapcsolat az autós üldözések terén. Évek múltával mérföldkőként fogják emlegetni.”
J. Hoberman a Village Voice-tól azt írja, „Mondtam már korábban, s remélem fogom is még: David Cronenberg a legprovokatívabb, legeredetibb és következetesen kiváló észak-amerikai rendezője generációjának.” Hoberman szerint a film folytatja a Pók és az Erőszakos múlt „gyilkos családi drámájának” tendenciáját. Álláspontja szerint a Gyilkos ígéretek „sokat mutató de sohasem indokolatlan erőszakosságában”, „feltűnő, mégis visszafogott”, „mesteri hangulat-darab”, „megtévesztően általános”, továbbá a közelmúlt egy másik orosz filmje, az Éjszakai őrség naturalizált változata. A szereplőkről Hoberman így vélekedik: „Mueller-Stahl talán felületes… de Vincent Cassel szó szerint lubickol szerepében”, s „Mortensen még megbabonázóbb Nyikolajként, mint az Erőszakos múltban”.
A Houston Chronicle munkatársa, Bruce Westbrook négy csillagből egyet adott a filmnek, mondván, „amiről valójában szól, sokkal inkább, mint a kiszorított emberekre való érzékenységről vagy társadalmi vizsgálódásról, az az erőszak – visszataszító, elborzasztó, a tetőpontot meghaladó erőszak.” Westbrook szerint „Cronenbergnél az ilyen olcsó szenzációhajhászat megszokott dolog, s mostanra karrierjében ez a dolog művészi csődhöz vezetett.” A kritikus úgy folytatja írásában, hogy a film „nem annyira az orosz maffiáról szól, hanem inkább Cronenberg saját sötét szenvedélyéről, ami nem csak az erőszakban nyilvánul meg, hanem a gyötrelmes mészárlásban, amit könyörtelenül lobogtat.”

### Jelentősebb díjak és jelölések
| Díj              | Kategória               | Jelöltek                                                     | Nyert-e? |
| ---------------- | ----------------------- | ------------------------------------------------------------ | -------- |
| Oscar-díj        | legjobb színész         | Viggo Mortensen                                              |          |
|                  |                         |                                                              |          |
| Golden Globe-díj | legjobb film (dráma)    | Robert Lantos, Paul Webster                                  |          |
| Golden Globe-díj | legjobb színész (dráma) | Viggo Mortensen                                              |          |
| Golden Globe-díj | legjobb filmzene        | Howard Shore                                                 |          |
|                  |                         |                                                              |          |
| BAFTA-díj        | kiemelkedő brit film    | David Cronenberg, Steven Knight, Robert Lantos, Paul Webster |          |
| BAFTA-díj        | legjobb színész         | Viggo Mortensen                                              |          |

A film 17 díjat nyert el különböző kritikusi és szakmai szervezetektől.